# 布羅瓦里 (卡緬涅茨-波多利斯基區)
48°42′11″N 26°52′53″E / 48.70306°N 26.88139°E
布羅瓦里（烏克蘭語：Броварі），是烏克蘭的村落，位於該國西部赫梅利尼茨基州，由卡緬涅茨-波多利斯基區負責管轄，始建於1610年，面積1.45平方公里，2001年人口216，人口密度每平方公里149.5人。